# Podgorje Bistričko
 Podgorje Bistričko  falu Horvátországban Krapina-Zagorje megyében. Közigazgatásilag Máriabesztercéhez tartozik.

## Fekvése
Zágrábtól 23 km-re északkeletre, községközpontjától 1 km-re délkeletre a megye keleti részén, a Horvát Zagorje területén fekszik.

## Története
Luči Breg nevű településrésze nagyon hosszú múltra tekint vissza, már a zágrábi egyházmegye első plébánialistájában is szerepel 1334-ben, amikor az itteni plébániát említették. Máig fennmaradt hagyományos lakó- és gazdasági épületek jellemzik. Kőből épített pincékkel, ún. pelnicákkal rendelkező faházai a 19. század második felében épültek. A bekerítetlen udvarok belsejében több fából épített gazdasági épület található. A település arculata megőrizte régi, hagyományos képét. Szent László tiszteletére szentelt kápolnáját 1704-ben említik először. A településnek 1857-ben 898, 1910-ben 1732 lakosa volt. Trianonig Zágráb vármegye Stubicai járásához tartozott. 2001-ben 941 lakosa volt.

## Nevezetességei
Szent László tiszteletére szentelt kápolnája 1704-ben már állt, 1888-ban megújították. Az út mentén található egyhajós templom téglalap alaprajzú, sokszög záródású szentéllyel. Az 1880-as földrengésben súlyosan megrongálódott, ezért újjá kellett építeni. A mai megjelenését az 1888-as újjáépítés során kapta. Az újjáépítést Herman Bollé tervei alapján végezték, aki lebonttatta a sekrestyét, meghosszabbította a hajó falát, megnagyobbíttatta a ablakokat és egy román-gótikus stílusú fa harangtornyot építtetett rá. A szentélyben található a Fájdalmas Szűzanya barokk oltára, amelyet 1959-ben hoztak a kápolnába Hum Bistričkiből.

## Külső hivatkozások
Máriabeszterce község honlapja